# 宋銳 (明朝)
宋銳（1479年—？），字進之，山東濟南府新城縣人，軍籍，明朝政治人物。

## 生平
正德二年（1507年）丁卯科山東鄉試第五十二名舉人，十二年（1517年）中式丁丑科會試第三百四十二名，三甲第五十二名進士。大理寺觀政，授武強縣知縣，升南京戶部主事，升員外郎、郎中，出為貴州銅仁府知府，以忤當道，左遷河東鹽運司同知。

## 家族
曾祖宋居里；祖父宋全；父宋雄，縣主簿。母單氏。慈侍下。弟宋鎧。